# Korjakskaja Sopka
Korjakskaja Sopka (ryska: Корякская сопка), även kallad Korjakskij, är en aktiv stratovulkan på södra delen av Kamtjatkahalvön, Ryssland. Vulkanen ligger inom synhåll från Kamtjatka krajs huvudort Petropavlovsk-Kamtjatskij. 

## Eruptionshistoria
Korjakskaja Sopka har troligen varit aktiv i tiotusentals år. Geologiska undersökningar visar att det i historisk tid förekommit tre större utbrott de senaste tiotusen åren, 5500 f.Kr., 1950 f.Kr. och 1550 f.Kr.
Vulkanen hade sitt första registrerade utbrott i modern tid år 1890, då lava bröt fram genom sprickor som öppnades i vulkanens sydvästra sida, och freatiska explosioner förekom. Ytterligare ett kort, medelstarkt utbrott ägde rum 1926 efter vilket vulkanen var vilande till 1956. Utbrottet 1956 var kraftigt, styrka 3 på VEI-skalan, och genererade pyroklastiska flöden och laharer.
I december 2008 fick Korjakskaja Sopka ytterligare ett kraftigt utbrott som orsakade ett 6 km högt askmoln. Utbrottet pågick till augusti 2009.

## Geologisk historia
Korjakskaja Sopka är belägen på Eldringen runt Stilla havet, på en punkt där Stillahavsplattan glider in under Eurasiska kontinentalplattan med en hastighet av ungefär 80 mm per år. En kil av mantelmaterial som finns mellan den neddykande Stillahavsplattan och Eurasiska kontinentalplattan är källan till den dynamiska vulkanism som förekommer på hela Kamtjatkahalvön.